# Neoempheria appendiculata
Neoempheria appendiculata är en tvåvingeart som beskrevs av Loïc Matile 1973. Neoempheria appendiculata ingår i släktet Neoempheria och familjen svampmyggor. Inga underarter finns listade i Catalogue of Life.